# Усики членистоногих

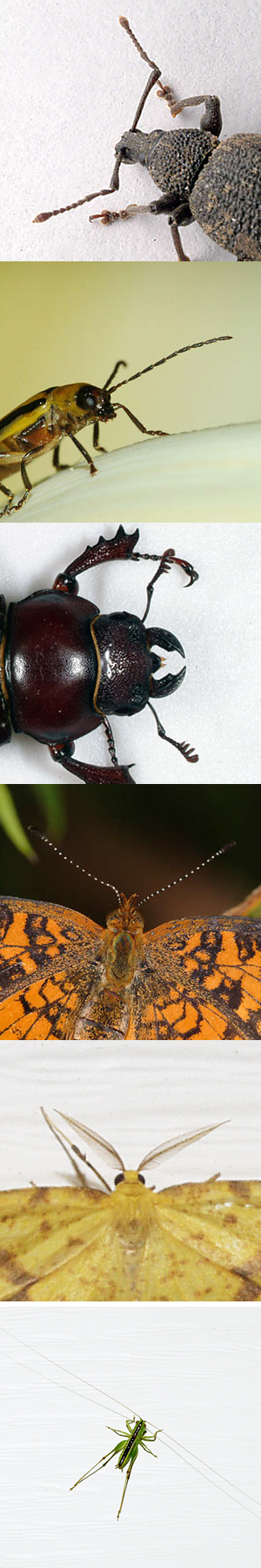
Разнообразие усиков у насекомых

У́сики (либо антенны, сяжки) представляют собой пару придатков, соединённых с передними сегментами членистоногих. У ракообразных усиков две пары (первая пара называется антеннулы, вторая — просто антенны) и они расположены на первых двух сегментах головы. У других групп членистоногих, за исключением хелицеровых и бессяжковых (не имеющих усиков совсем), их одна пара.
Усики являются органами чувств, хотя природа того, что и как они чувствуют, неодинакова у различных групп и в некоторых случаях до конца не изучена. Функционально они могут замещать собой зрение, осязание, слух (вибрацию), реакцию на тепло и особенно обоняние (запах или вкус).

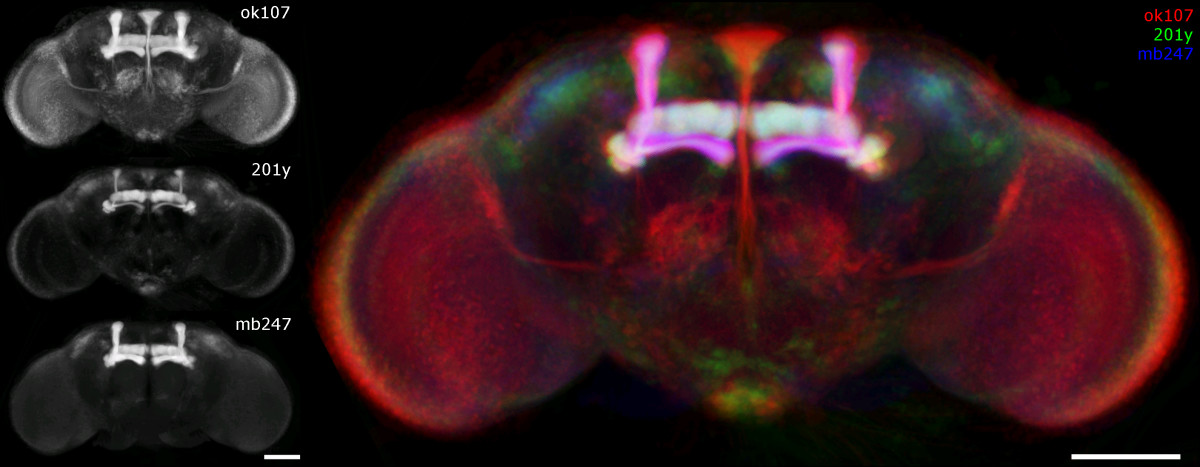
Грибовидные тела в мозге дрозофилы

У насекомых рецепторы обоняния, расположенные на усиках, контактируют с молекулами запаха, включая феромоны. Нейроны, которые обладают этими рецепторами, посылают нервный импульс по своим аксонам в дейтоцеребрум (средний отдел головного мозга у насекомых и других членистоногих), где они подсоединены к грибовидным телам, отвечающим за идентификацию запаха. Средняя чувствительность усиков к определённому запаху может быть вычислена с помощью электроантеннограммы.
Усики насекомых состоят из трёх основных частей: скапус (основание), педицель (стебель) и флагеллум, который часто состоит из множества члеников, называемых флагелломерами. Количество флагелломеров варьирует в больших пределах и часто является определяющим признаком при идентификации вида. Настоящие флагелломеры имеют мембранные сочленения между собой, но у многих насекомых, особенно из наиболее примитивных групп, флагеллум полностью либо частично состоит из ряда так называемых аннулюсов (плёнок), которые не являются настоящими флагелломерами.

## Типы усиков

Типы усиков (латинские термины)

Усики бывают нитевидными, щетинковидными, четковидными, пиловидными, булавовидными, перистыми, коленчатыми, щетинконосными.
Нитевидные усики. Все членики цилиндрические, то есть более или менее одинаковой ширины, лишь у основания они могут быть несколько утолщены. Пример: саранчовые, некоторые бабочки (пяденицы и огнёвки).
Щетинковидные усики. Членики постепенно суживаются от основания так, что усики к вершине явно заострены. Усики могут быть длинными и короткими. Примеры — кузнечики, сверчки, медведки, тараканы.
Чётковидные усики. Состоят из коротких и широких члеников, основания последних сужены так, что членики отделены один от другого перетяжками; первые (1—2-й) членики могут быть удлиненными. Пример — жуки-чернотелки.
Пиловидные усики. Членики, составляющие усик, имеют оттянутый верхний угол и в совокупности напоминают зубья пилы. Примеры — жуки-щелкуны и жуки-златки. Видоизменением пиловидного усика можно считать гребенчатый, или гребневидный, усик, каждый членик которого имеет отросток; отростки образуют гребень.
Булавовидные усики. Несколько вершинных члеников расширены и составляют булаву. Примеры — бабочка-белянка, бабочка-крапивница.
Перистые усики. Каждый членик усика имеет двусторонние выросты, уменьшающиеся от основания к вершине; в общей сложности усики напоминают перо птицы. Пример — бабочки-шелкопряды.
Коленчатые усики. Первый членик усика значительно длиннее остальных, составляющих жгутик, и направлен под углом к ним. Примеры — муравьи, шершень, шмель, жук-олень, виды семейства усачей.
Щетинконосные усики состоят из трёх коротких и широких члеников различной формы; на последнем членике сбоку или на вершине имеется щетинка, которая может быть перистой. Примеры — комнатная муха и некоторые другие двукрылые.